# پاک کوم چول
پاک کوم چول (به کره‌ای: 박금철) (زاده ۱۹۱۱ – درگذشته مه ۱۹۶۷) یک سیاستمدار اهل کره شمالی بود. او یکی از چریک‌هایی بود که علیه ژاپن می‌جنگیدند و پس از آزادی کره به یک سیاستمدار عالی‌رتبه مبدل شد. پاک و چریک‌های سابق کمیته عملیات گپسان، جناح گپسان را در حزب کارگران کره تشکیل دادند. این جناح درصدد بود تا پاک را جایگزین کیم ایل سونگ در مقام رهبر کره شمالی کند. کیم در ۱۹۶۷ در حادثه‌ای که با نام رویداد جناح گپسان شناخته می‌شود، این جناح را پاکسازی کرد. پاک برای کار در یک کارخانه به حومه شهر فرستاده شد و در ماه می ۱۹۶۷ یا اعدام شد یا در اثر خودکشی درگذشت.

## اوایل زندگی
پاک کوم چول در سال ۱۹۱۱ در شهرستان گپسان، استان هامگیونگ جنوبی که تحت اشغال ژاپن بود به دنیا آمد. او از اوایل دهه ۱۹۳۰ در فعالیت‌های چریکی کمونیستی شرکت داشت. پاک در ۱۹۳۶ با کیم ایل سونگ روبرو شد. پاک یکی از اعضای مؤسس کمیته عملیات زیرزمینی گپسان شد و در کنار کیم علیه ژاپنی‌ها جنگید. پس از آزادسازی کره، اعضای کمیته به‌عنوان بخشی از گروه چریکی کیم ایل سونگ، در سیاست کره شمالی شرکت داشتند. تحولات سیاسی منجر به آن شد که چریک‌های گپسان پس از کمیته اصلی گپسان، به‌عنوان یک جناح جداگانه در نظر گرفته شوند که با نام جناج گپسان شناخته می‌شد و پاک رهبر این جناح بود.